# Munneurycope menziesi
Munneurycope menziesi är en kräftdjursart som beskrevs av Wolff 1962. Munneurycope menziesi ingår i släktet Munneurycope och familjen Munnopsidae.
Artens utbredningsområde är havet kring Nya Zeeland. Inga underarter finns listade i Catalogue of Life.